# Kozağacı, Korkuteli
Kozağacı là một xã thuộc huyện Korkuteli, tỉnh Antalya, Thổ Nhĩ Kỳ. Dân số thời điểm năm 2011 là 379 người.